# 倉田毅
倉田 毅（くらた たけし、1940年 - ）は、日本の医師、医学者。厚生労働省 国立感染症研究所 名誉所員。学位は医学博士（信州大学・1971年）。特定非営利活動法人 バイオメディカルサイエンス研究会 会長。専門は病理学、ウイルス学など。
国立感染症研究所 所長、日本ウイルス学会 理事長、国際医療福祉大学塩谷病院 感染症専門医（教授）などを歴任した。

## 人物
日本の研究所、大学のみならず、インドとバングラデシュで世界保健機関の天然痘根絶計画に参加したほか、アフリカ西部のシエラレオネでラッサ熱の研究など世界各地で研究をおこなった。

## 経歴
長野県に生まれる。1959年 長野県松本深志高等学校 卒業。1966年 信州大学医学部 卒業。同年 東京大学医学部附属病院にて医師実地修練をおこなう。1967年 信州大学大学院と東京大学医科学研究所で大学院時代を過ごす。1971年 信州大学大学院医学研究科 博士課程修了。医学博士を取得。
1971年-1973年 国立予防衛生研究所 病理部研究員として勤務。1973年 東京大学医科学研究所 病理学研究部 助手。1975年 インド、バングラデシュで天然痘対策に従事、ウィーン大学癌研究所の助手も務めた。1978年 東京大学医科学研究所 助教授に就任。1980年 アメリカ疾病予防管理センター（CDC）チームで西アフリカのシエラレオネにてラッサ熱の調査研究に従事した。
1985年 国立予防衛生研究所 病理部長として着任。1986年-1995年 米国CDCにおいてウイルス性出血熱の研究に従事。
1998年 大阪大学微生物病研究所 教授に就任。1999年 国立感染症研究所 副所長、2004年 国立感染症研究所 所長を務めた。
2006年 国立感染症研究所を退官後は、東京理科大学 客員教授、富山県衛生研究所 所長、厚生労働省 厚生科学審議会健康危機管理部会長、2011年 国際医療福祉大学塩谷病院 教授などを務めた。
平成24年春の叙勲で瑞宝重光章受章した。

## 著作

### 編著
- 『LIP : 潜伏・持続感染微生物と宿主の反応 第1巻』菜根出版 1995年
- 『LIP : 潜伏・持続感染微生物と宿主の反応 第2巻』菜根出版 1996年
- 『LIP : 潜伏・持続感染微生物と宿主の反応 第3巻』菜根出版 1998年
- 『LIP : 潜伏・持続感染微生物と宿主の反応 第4巻』菜根出版 2000年
- 『感染症・アレルギーと生体防御』同文書院 2005年

### 訳書
- ジョナサン・Y・リチモンド他『CDC・NIH 微生物学・医学実験室のバイオセーフティ』医学書院 1996年